# Maison Berweiller
La maison Berweiller est une maison située à Sierck-les-Bains, dans le département de la Moselle, au 4 rue de la Tour de l'Horloge.

## Présentation
La maison appartenant à une famille de drapiers est construite au premier quart du XVIIe siècle, à la fin de la période de prospérité de la commune. Elle est située en contrebas du château des Ducs de Lorraine. À la suite du conflit de la Seconde Guerre mondiale, les deux tiers de l'ensemble d'origine est détruit suivi, quelques années plus tard, de l'effondrement de la partie arrière du bâtiment par défaut d'entretien.
Fragilisé par la suppression d'une maison mitoyenne dans les années 1950 qui lui assurait un soutien structurel, l’édifice est menacé de destruction et un arrêté de péril est pris en 2019.
Les façades et toitures de la maison ainsi que l'escalier intérieur à vis font l'objet d'une inscription au titre des Monuments historiques, depuis le 5 octobre 2021, suivi l'année d'après par un classement d'office. 
La Maison Berweiller a fait partie des monuments retenus pour bénéficier d'une aide du loto du patrimoine comme projet de maillage et elle a reçu une aide de 300 000 euros. 